# Памятники истории и культуры Аулиекольского района
Памятники истории и культуры местного значения Аулиекольского района — отдельные постройки, здания и сооружения, некрополи, произведения монументального искусства, памятники археологии, включенные в Государственный список памятников истории и культуры местного значения Аулиекольского района. Списки памятников истории и культуры местного значения утверждаются исполнительным органом региона по представлению уполномоченного органа по охране и использованию историко-культурного наследия.
В Государственном списке памятников истории и культуры местного значения района в редакции постановления акимата Костанайской области от 31 марта 2020 года числились 52 наименований.

## Список памятников
| Номер в списке | Название                                           | Изображение | Годы постройки                       | Место нахождения                                                                  | Вид памятника                        |
| -------------- | -------------------------------------------------- | ----------- | ------------------------------------ | --------------------------------------------------------------------------------- | ------------------------------------ |
| 217            | Бюст Героя Советского Союза Султана Баймагамбетова |             | 1973 год                             | село Аулиеколь                                                                    | сооружение монументального искусства |
| 218            | Поселение Аккудук I                                |             | эпоха поздней бронзы                 | 11 километров к западу от села Аккудук 52°13′28″ с. ш. 64°00′36″ в. д.            | археология                           |
| 219            | Могильник Бакинсай                                 |             | эпоха неолита — средневековье        | 8,5 километра к юго-востоку от села Чили 52°11′17″ с. ш. 64°31′47″ в. д.          | археология                           |
| 220            | Поселение Белкарагай I                             |             | эпоха неолита — ранний железный век  | 12 километров к юго-западу от села К. Тургымбаева 51°51′37″ с. ш. 62°55′59″ в. д. | археология                           |
| 221            | Местонахождение Белкарагай II                      |             | ранний железный век                  | 12 километров к юго-западу от села К. Тургымбаева 51°51′27″ с. ш. 62°55′55″ в. д. | археология                           |
| 222            | Стоянка Белкарагай III                             |             | эпоха энеолита                       | 12 километров к юго-западу от села К. Тургымбаева 51°51′32″ с. ш. 62°55′27″ в. д. | археология                           |
| 223            | Стоянка Белкарагай IV                              |             | эпоха энеолита — ранний железный век | 12 километров к юго-западу от села К. Тургымбаева 51°51′49″ с. ш. 62°55′54″ в. д. | археология                           |
| 224            | Могильник Бестамак                                 |             | эпоха неолита — средневековье        | 8,8 километра к юго-востоку от села Чили 52°10′49″ с. ш. 64°32′21″ в. д.          | археология                           |
| 225            | Поселение Бестамак                                 |             | эпоха неолита — эпоха бронзы         | 8,8 километра к юго-востоку от села Чили 52°10′46″ с. ш. 64°32′06″ в. д.          | археология                           |
| 226            | Стоянка Буруктал I                                 |             | эпоха неолита — эпоха энеолита       | 9 километров к юго-востоку от села Чили 52°10′37″ с. ш. 64°32′21″ в. д.           | археология                           |
| 227            | Одиночный курган Буруктал II                       |             | ранний железный век                  | 8,5 километра к юго-востоку от села Чили 52°10′31″ с. ш. 64°31′50″ в. д.          | археология                           |
| 228            | Стоянка Буруктал III                               |             | эпоха неолита                        | 9,5 километра к юго-востоку от села Чили 52°10′14″ с. ш. 64°32′31″ в. д.          | археология                           |
| 229            | Стоянка Буруктал IV                                |             | эпоха неолита                        | 9,5 километра к юго-востоку от села Чили 52°10′24″ с. ш. 64°32′45″ в. д.          | археология                           |
| 230            | Курган «с усами» Буруктал V                        |             | ранний железный век                  | 10,5 километра к юго-востоку от села Чили 52°10′42″ с. ш. 64°33′17″ в. д.         | археология                           |
| 231            | Стоянка Дузбай I                                   |             | эпоха неолита — ранний железный век  | 3 километра к югу от села Дузбай 52°18′33″ с. ш. 64°32′51″ в. д. .                | археология                           |
| 232            | Стоянка Дузбай II                                  |             | эпоха неолита                        | 3 километра к югу от села Дузбай 52°18′37″ с. ш. 64°32′57″ в. д.                  | археология                           |
| 233            | Стоянка Дузбай III                                 |             | эпоха неолита — эпоха энеолита       | 4 километра к юго-западу от села Дузбай 52°18′08″ с. ш. 64°31′41″ в. д.           | археология                           |
| 234            | Стоянка Дузбай IV                                  |             | эпоха неолита                        | 3 километра к юго-западу от села Дузбай 52°18′31″ с. ш. 64°32′01″ в. д.           | археология                           |
| 235            | Стоянка Дузбай V                                   |             | эпоха мезолита — эпоха неолита       | 3 километра к югу от села Дузбай 52°18′27″ с. ш. 64°32′34″ в. д.                  | археология                           |
| 236            | Стоянка Дузбай VI                                  |             | эпоха мезолита                       | 2,3 километра к югу от села Дузбай 52°18′53″ с. ш. 64°32′42″ в. д.                | археология                           |
| 237            | Стоянка Дузбай VII                                 |             | эпоха неолита — эпоха энеолита       | 4 километра к юго-западу от села Дузбай 52°18′08″ с. ш. 64°31′54″ в. д.           | археология                           |
| 238            | Стоянка Дузбай VIII                                |             | эпоха неолита — ранний железный век  | 2 километра к югу от села Дузбай 52°19′02″ с. ш. 64°33′00″ в. д.                  | археология                           |
| 239            | Стоянка Дузбай IX                                  |             | эпоха неолита — ранний железный век  | 3 километра к югу от села Дузбай 52°18′28″ с. ш. 64°32′54″ в. д.                  | археология                           |
| 240            | Стоянка Дузбай X                                   |             | эпоха энеолита                       | 4 километра к юго-западу от села Дузбай 52°18′07″ с. ш. 64°31′49″ в. д.           | археология                           |
| 241            | Стоянка Дузбай XI                                  |             | эпоха энеолита                       | 4 километра к юго-западу от села Дузбай 52°18′07″ с. ш. 64°31′49″ в. д.           | археология                           |
| 242            | Стоянка Дузбай XII                                 |             | эпоха энеолита                       | 2 километра к югу от села Дузбай 52°18′55″ с. ш. 64°33′20″ в. д.                  | археология                           |
| 243            | Стоянка Дузбай XIII                                |             | эпоха энеолита                       | 3 километра к югу от села Дузбай 52°18′24″ с. ш. 64°32′53″ в. д.                  | археология                           |
| 244            | Стоянка Дузбай XIV                                 |             | ранний железный век                  | 3 километра к югу от села Дузбай 52°18′36″ с. ш. 64°32′48″ в. д.                  | археология                           |
| 245            | Стоянка Дузбай XV                                  |             | эпоха неолита                        | 4 километра к юго-западу от села Дузбай 52°18′16″ с. ш. 64°31′21″ в. д.           | археология                           |
| 246            | Курган «с усами» Кайран I                          |             | ранний железный век                  | 11,5 километра к юго-востоку от села Юльевка 52°05′43″ с. ш. 64°26′41″ в. д.      | археология                           |
| 247            | Курган «с усами» Кайран II                         |             | ранний железный век                  | 13,5 километра к юго-востоку от села Юльевка 52°03′34″ с. ш. 64°27′26″ в. д.      | археология                           |
| 248            | Курган «с усами» Коктал I                          |             | ранний железный век                  | 2 километра к северо-востоку от села Коктал 52°00′32″ с. ш. 64°40′35″ в. д.       | археология                           |
| 249            | Одиночный курган Коктал II                         |             | ранний железный век — средневековье  | 6 километров к северо-востоку от села Коктал 52°02′39″ с. ш. 64°42′29″ в. д.      | археология                           |
| 250            | Курганная группа Коктал III                        |             | ранний железный век — средневековье  | 9 километров к востоку от села Коктал 52°01′05″ с. ш. 64°47′10″ в. д.             | археология                           |
| 251            | Одиночный курган Коктал V                          |             | ранний железный век — средневековье  | 15 километров к северо-западу от села Коктал 52°06′05″ с. ш. 64°31′34″ в. д.      | археология                           |
| 252            | Курганная группа Коктал VI                         |             | ранний железный век — средневековье  | 18 километров к северо-востоку от села Коктал 52°08′11″ с. ш. 64°30′56″ в. д.     | археология                           |
| 253            | Стоянка Кумагаш I                                  |             | эпоха мезолита                       | 8 километров к востоку от села Чили 52°12′05″ с. ш. 64°32′15″ в. д.               | археология                           |
| 254            | Стоянка Кумагаш II                                 |             | эпоха мезолита                       | 8 километров к юго-востоку от села Чили 52°11′34″ с. ш. 64°32′02″ в. д.           | археология                           |
| 255            | Стоянка Семиозерное I                              |             | эпоха позднего неолита               | 1,4 километра к северо-западу от села Аулиеколь 52°22′16″ с. ш. 64°06′00″ в. д.   | археология                           |
| 256            | Поселение Семиозерное II                           |             | эпоха бронзы                         | 1 километр к западу от села Аулиеколь 52°22′08″ с. ш. 64°06′19″ в. д.             | археология                           |
| 257            | Стоянка Семиозерное III                            |             | эпоха позднего неолита               | 1 километр к северо-западу от села Аулиеколь 52°22′29″ с. ш. 64°06′36″ в. д.      | археология                           |
| 258            | Стоянка Семиозерное IV                             |             | эпоха позднего неолита               | 1,5 километра к западу от села Аулиеколь 52°21′57″ с. ш. 64°05′07″ в. д.          | археология                           |
| 259            | Стоянка Семиозерное V                              |             | эпоха неолита                        | 0,3 километра к северо-западу от села Аулиеколь 52°22′38″ с. ш. 64°07′58″ в. д.   | археология                           |
| 260            | Стоянка Сулуколь I                                 |             | эпоха неолита — ранний железный век  | 8 километров к юго-востоку от села Чили 52°10′43″ с. ш. 64°31′33″ в. д.           | археология                           |
| 261            | Стоянка Сулуколь II                                |             | эпоха неолита                        | 8 километров к юго-востоку от села Чили 52°09′51″ с. ш. 64°30′05″ в. д.           | археология                           |
| 262            | Стоянка Сулуколь III                               |             | эпоха неолита — эпоха бронзы         | 8 километров к юго-востоку от села Чили 52°09′36″ с. ш. 64°29′57″ в. д.           | археология                           |
| 263            | Стоянка Сулуколь IV                                |             | эпоха неолита — эпоха бронзы         | 8 километров к юго-востоку от села Чили 52°09′46″ с. ш. 64°29′56″ в. д.           | археология                           |
| 264            | Стоянка Шили I                                     |             | эпоха неолита                        | 7 километров к юго-востоку от села Чили 52°10′38″ с. ш. 64°30′07″ в. д.           | археология                           |
| 265            | Стоянка Шили II                                    |             | эпоха неолита                        | 4,5 километра к юго-востоку от села Чили 52°12′09″ с. ш. 64°29′10″ в. д.          | археология                           |
| 266            | Стоянка Шили III                                   |             | эпоха неолита                        | 7,5 километра к юго-востоку от села Чили 52°11′00″ с. ш. 64°31′29″ в. д.          | археология                           |
| 267            | Стоянка Шили IV                                    |             | эпоха неолита                        | 7 километров к юго-востоку от села Чили 52°10′45″ с. ш. 64°30′06″ в. д.           | археология                           |
| 268            | Стоянка Шукыр I                                    |             | эпоха бронзы                         | 14 километров к востоку от села Юльевка 52°05′38″ с. ш. 64°28′37″ в. д.           | археология                           |